# Аруба на Чемпіонаті світу з водних видів спорту 2015
Аруба взяла участь у Чемпіонаті світу з водних видів спорту 2015, який пройшов у Казані (Росія) від 24 липня до 9 серпня.

## Плавання
Плавці Аруби виконали кваліфікаційні нормативи в дисциплінах, які наведено в таблиці (не більш як 2 плавці на одну дисципліну за часом нормативу A, і не більш як 1 плавець на одну дисципліну за часом нормативу B):
Чоловіки
| Спортсмен       | Дисципліна           | Попередній заплив | Попередній заплив | Півфінал        | Півфінал        | Фінал           | Фінал           |
| Спортсмен       | Дисципліна           | Час               | Місце             | Час             | Місце           | Час             | Місце           |
| --------------- | -------------------- | ----------------- | ----------------- | --------------- | --------------- | --------------- | --------------- |
| Йорді Гротерс   | 50 м брасом          | 28.64             | 41                | Завершив виступ | Завершив виступ | Завершив виступ | Завершив виступ |
| Йорді Гротерс   | 100 м брасом         | 1:03.66           | 51                | Завершив виступ | Завершив виступ | Завершив виступ | Завершив виступ |
| Мікель Шрейтерс | 50 м вільним стилем  | 23.89             | =54               | Завершив виступ | Завершив виступ | Завершив виступ | Завершив виступ |
| Мікель Шрейтерс | 100 м вільним стилем | 51.77             | 68                | Завершив виступ | Завершив виступ | Завершив виступ | Завершив виступ |

Жінки
| Спортсменка           | Дисципліна           | Попередній заплив | Попередній заплив | Півфінал         | Півфінал         | Фінал            | Фінал            |
| Спортсменка           | Дисципліна           | Час               | Місце             | Час              | Місце            | Час              | Місце            |
| --------------------- | -------------------- | ----------------- | ----------------- | ---------------- | ---------------- | ---------------- | ---------------- |
| Еллісон Понсон        | 50 м вільним стилем  | 26.40             | 51                | Завершила виступ | Завершила виступ | Завершила виступ | Завершила виступ |
| Еллісон Понсон        | 100 м вільним стилем | 58.76             | =59               | Завершила виступ | Завершила виступ | Завершила виступ | Завершила виступ |
| Даніелла ван ден Берг | 400 м вільним стилем | 4:24.79           | 38                | Н/Д              | Н/Д              | Завершила виступ | Завершила виступ |
| Даніелла ван ден Берг | 800 м вільним стилем | 9:03.71           | 35                | Н/Д              | Н/Д              | Завершила виступ | Завершила виступ |

## Синхронне плавання
Двоє плавців Аруби кваліфікувалися на змагання з синхронного плавання в наведених нижче дисциплінах.
Жінки
| Спортсменки             | Дисципліна              | Попередні змагання | Попередні змагання | Фінал            | Фінал            |
| Спортсменки             | Дисципліна              | Очки               | Місце              | Очки             | Місце            |
| ----------------------- | ----------------------- | ------------------ | ------------------ | ---------------- | ---------------- |
| Аноук Еман Кіра Хойверц | дует, технічна програма | 71.2453            | 30                 | Завершили виступ | Завершили виступ |
| Аноук Еман Кіра Хойверц | дует, довільна програма | 74.8000            | 27                 | Завершили виступ | Завершили виступ |